# Махамбетський сільський округ (Махамбетський район)
Махамбе́тський сільський округ (каз. Махамбет ауылдық округі, рос. Махамбетский сельский округ) — адміністративна одиниця у складі Махабетського району Атирауської області Казахстану. Адміністративний центр та єдиний населений пункт — село Махамбет.
Населення — 12441 особа (2021; 9764 у 2009, 8392 у 1999, 8633 у 1989).
Станом на 1989 рік існували Махамбетська сільська рада (село Махамбет) та Саритогайська сільська рада (село Саритогай). 1993 року сільські ради були перетворені в сільські округи. 2013 року до складу сільського округу був включений ліквідований Саритогайський сільський округ (село Саритогай).

## Склад
До складу округу входять такі населені пункти:
| Населений пункт | Населення, осіб (1989) | Населення, осіб (1999) | Населення, осіб (2009) | Населення, осіб (2021) |
| --------------- | ---------------------- | ---------------------- | ---------------------- | ---------------------- |
| Махамбет, село  | 7123                   | 6685                   | 8012                   | 10685                  |
| Саритогай, село | 1510                   | 1707                   | 1752                   | 1756                   |